# Eleni Filandra
Eleni Filandra (griechisch Ελένη Φιλάνδρα, * 12. Januar 1984 in Athen) ist eine ehemalige griechische Leichtathletin, die sich auf den Mittelstreckenlauf spezialisiert hat.

## Sportliche Laufbahn
Erste internationale Erfahrungen sammelte Eleni Filandra im Jahr 2001, als sie bei den Jugendweltmeisterschaften in Debrecen mit 2:11,63 min im Halbfinale im 800-Meter-Lauf ausschied. Im Jahr darauf gewann sie bei den Balkan-Juniorenmeisterschaften in Istanbul in 57,46 s die Bronzemedaille über 400 Meter und 2003 schied sie bei den Junioreneuropameisterschaften in Tampere mit 2:09,56 min in der ersten Runde über 800 Meter aus. Im Jahr darauf siegte sie in 2:06,98 min über 800 Meter bei den Balkan-Hallenmeisterschaften in Peania und im Jahr darauf belegte sie bei den Halleneuropameisterschaften in Madrid in 3:48,42 min den sechsten Platz mit der griechischen 4-mal-400-Meter-Staffel. Im Juli belegte sie bei den U23-Europameisterschaften in Erfurt in 2:08,25 min den sechsten Platz über 800 Meter, ehe sie bei den Balkan-Meisterschaften in Novi Sad in 2:05,00 min die Bronzemedaille hinter der Rumänin Corina Dumbrăvean und Teodora Kolarowa aus Bulgarien. Zudem sicherte sie sich im Staffelbewerb in 3:44,42 min die Bronzemedaille hinter den Teams aus Bulgarien und Rumänien. 2006 gewann sie bei den Balkan-Hallenmeisterschaften in Peania in 2:05,17 min die Bronzemedaille über 800 Meter hinter der Rumänin Mihaela Neacșu und Teodora Kolarowa aus Bulgarien. Im September gewann sie bei den Freiluft-Balkan-Meisterschaften in Zenica in 2:05,77 min die Bronzemedaille hinter Kolarowa und Iuliana Popescu aus Rumänien. Zudem gewann sie mit der Staffel in 3:38,77 min die Silbermedaille hinter dem bulgarischen Team. Daraufhin gelangte sie beim IAAF World Cup in Athen mit 2:05,14 min auf Rang acht über 800 Meter. Im Jahr darauf gewann sie bei den Balkan-Hallenmeisterschaften in Piräus in 2:03,64 min die Bronzemedaille hinter der Rumänin Mihaela Neacșu und der Bulgarin Kolarowa. Anschließend schied sie bei den Halleneuropameisterschaften in Birmingham mit 2:05,32 min im Halbfinale aus. Im Juli siegte sie dann in 2:04,51 min bei den Balkan-Meisterschaften in Sofia. 2008 sicherte sie sich bei den Balkan-Hallenmeisterschaften in Athen in 2:04,25 min die Silbermedaille der Rumänin Neacșu und im Juli gewann sie bei den Freiluft-Balkan-Meisterschaften in Argos Orestiko in 2:04,18 min die Bronzemedaille hinter Neacșu und der Türkin Yeliz Kurt.
2009 gewann sie bei den Balkan-Hallenmeisterschaften in Piräus in 2:05,37 min die Bronzemedaille über 800 Meter hinter Neacșu und der Türkin Kurt. Im Juli gewann sie dann bei den Mittelmeerspielen in Pescara in 2:01,13 min die Bronzemedaille hinter der Italienerin Elisa Cusma und Halima Hachlaf aus Marokko. Anschließend schied sie bei den Weltmeisterschaften in Berlin mit 2:06,39 min in der ersten Runde aus. Im Jahr darauf kam sie bei den Europameisterschaften in Barcelona mit 2:00,88 min nicht über den Vorlauf hinaus und auch bei den Halleneuropameisterschaften in Paris schied sie mit 2:03,89 min in der Vorrunde aus. Im Juli siegte sie dann in 2:03,31 min bei den Balkan-Meisterschaften in Sliwen. 2012 gewann sie bei den Balkan-Hallenmeisterschaften in Istanbul in 2:05,13 min die Silbermedaille hinter der Türkin Merve Aydın, schied kurz darauf bei den Hallenweltmeisterschaften ebendort mit 2:02,67 min in der ersten Runde aus. Im Juni schied sie bei den Europameisterschaften in Helsinki mit 2:02,37 min im Vorlauf aus, ehe sie bei den Olympischen Sommerspielen in London mit 2:04,42 min im Semifinale ausschied. 2015 gewann sie bei den Balkan-Hallenmeisterschaften in Istanbul in 2:05,46 min die Silbermedaille hinter der Rumänin Roxana Nunu, ehe sie bei den Halleneuropameisterschaften in Prag mit 2:05,52 min nicht über die Vorrunde hinauskam. Im Jahr darauf belegte sie bei den Balkan-Hallenmeisterschaften in Istanbul in 2:05,86 min den vierten Platz im Einzelbewerb und gewann mit der Staffel in 3:42,94 min die Bronzemedaille hinter den Teams aus Rumänien und der Türkei. Im Juni gewann sie dann bei den Freiluft-Balkan-Meisterschaften in Pitești in 2:06,45 min die Bronzemedaille hinter den Rumäninnen Florina Ștefana und Mihaela Nunu. Zudem gewann sie im Staffelbewerb in 3:37,48 min die Silbermedaille hinter dem rumänischen Team. Im selben Jahr beendete sie ihre aktive sportliche Karriere im Alter von 32 Jahren.
In den Jahren von 2004 bis 2012 sowie 2014 und 2015 wurde Filandra griechische Meisterin im 800-Meter-Lauf sowie 2008 und 2010 auch im 1500-Meter-Lauf. Zudem wurde sie von 2006 bis 2012 und 2015 und 2016 Hallenmeisterin über 800 Meter.

## Persönliche Bestleistungen
- 800 Meter: 2:00,44 min, 16. Juni 2012 in Athen
  - 800 Meter (Halle): 2:02,08 min, 4. Februar 2012 in Athen (griechischer Rekord)
- 1500 Meter: 4:15,14 min, 12. Juni 2010 in Patras
  - 1500 Meter (Halle): 4:22,04 min, 25. Februar 2009 in Piräus